# Montanhas Carcatar
As montanhas Carcatar (em armênio: Քարկատար լեռներ; romaniz.: K’arkatar leṙner) são uma cadeia montanhosa do noroeste da província de Vaiose Zor, na Armênia, a noroeste da cidade de Eleguenazor. Começa no pico Mequenassar, nas montanhas Vardenis, e se estende ao sudeste até a confluência dos rios Arpa e Eleguis. Tem 20 quilômetros de extensão e seu pico mais alto é a montanha homônima, com 2 961 metros.